# She Will
She Will è un brano musicale del rapper statunitense Lil Wayne, pubblicato come quarto singolo estratto dal suo nono album studio, Tha Carter IV. Il brano figura il featuring di Drake. È stato reso disponibile per il download digitale e per l'airplay radiofonico il 16 agosto 2011 negli Stati Uniti. È stato certificato disco d'oro dalla Recording Industry Association of America per aver superato le 500,000 copie vendute il 28 ottobre 2011. Nel brano Drake fa uso dell'Auto-Tune.

## Successo commerciale
Il brano debuttò alla terza posizione della Billboard Hot 100 durante la settimana del 3 settembre del 2011, grazie a 255.000 vendite, e divenne così il migliore debutto di Wayne, nonché il suo secondo miglior piazzamento nella classifica dopo Lollipop.

## Tracce
Digital Download
1. She Will - 5:07

## Classifiche
| Classifica (2011-25)     | Posizione massima |
| ------------------------ | ----------------- |
| Canada                   | 16                |
| Francia                  | 70                |
| Grecia                   | 48                |
| Lituania                 | 95                |
| Regno Unito              | 58                |
| Stati Uniti              | 3                 |
| US Hot R&B/Hip-Hop Songs | 1                 |